# Stepup Col
Stepup Col är ett bergspass i Antarktis. Det ligger i Västantarktis. Argentina, Chile och Storbritannien gör anspråk på området. Stepup Col ligger 377 meter över havet.
Terrängen runt Stepup Col är kuperad. Trakten är obefolkad. Det finns inga samhällen i närheten. 